# لاري أوجونجوبي
أولوميد لاري أوجونجوبي ، من مواليد 3 جوان 1994 في ليفنغستون ، نيو جيرسي ، هو لاعب كرة قدم أمريكي يتميز بمراوغته للخصم و يلعب كمدافع دفاعي لفريق بيتسبرغ ستيلرز في الدوري الوطني لكرة القدم (NFL).

## سيرة شخصية

### مهنة أكاديمية
من عام 2013 إلى عام 2016، لعب لاري أوجونجوبي في دوري الدرجة الاولى للرابطة الوطنية لرياضة الجامعات لفريق شارلوت 49 حيث سجل رقما قياسيا للفريق بـ 217 قطعًا للكرة اي تمكن من تسجيل اعلى عددا من النقاط ، كما حصل ايضا على 49 خسارة في مسيرته . في شارلوت ، كطالب رياضي، كما تحصل على شهادة في علوم الكمبيوتر .